# Tacna (provincie)
Tacna is een van de vier provincies in de regio Tacna in Peru. De provincie heeft een oppervlakte van 8.066 km² en heeft 316.964 inwoners (2015). De hoofdplaats van de provincie is het district Tacna; vijf van de elf districten vormen samen de stad  (ciudad) Tacna.
De provincie grenst in het noorden aan de provincies Jorge Basadre en Tarata, in het oosten aan Chili en Bolivia, in het zuiden aan Chili en in het westen aan de Grote Oceaan.

## Bestuurlijke indeling
De provincie Tacna is onderverdeeld in elf districten, UBIGEO tussen haakjes:
- (230102) Alto de la Alianza , deel van de stad (ciudad) Tacna
- (230103) Calana
- (230104) Ciudad Nueva, deel van de stad (ciudad) Tacna
- (230110) Coronel Gregorio Albarracãn Lanchipa, deel van de stad (ciudad) Tacna
- (230105) Inclán
- (230111) La Yarada-Los Palos
- (230106) Pachía
- (230107) Palca
- (230108) Pocollay, deel van de stad (ciudad) Tacna
- (230109) Sama
- (230101) Tacna, hoofdplaats van de provincie en deel van de stad (ciudad) Tacna

Candarave · Jorge Basadre · Tacna · Tarata